# Mumien: Drakkejsarens grav
Mumien: Drakkejsarens grav är en amerikansk äventyrs-action i regi av Rob Cohen och med Brendan Fraser i huvudrollen från 2008. Filmen hade Sverigepremiär den 8 augusti 2008. Det är den andra uppföljaren till Mumien.

## Handling
På 200-talet f.Kr letar den kinesiske kejsaren Qin Shi Huangdi efter ett sätt att bli odödlig. Hans general hittar en kvinna som påstås kunna göra människor odödliga. Kejsaren vill ha henne för sig själv, men generalen och kvinnan blir kära, varpå kejsaren låter kvinnan lägga en besvärjelse som gör honom odödlig innan han dödar dem båda. Besvärjelsen visar sig dock vara en förbannelse och han dör, medan hans armé förvandlas till terrakotta.

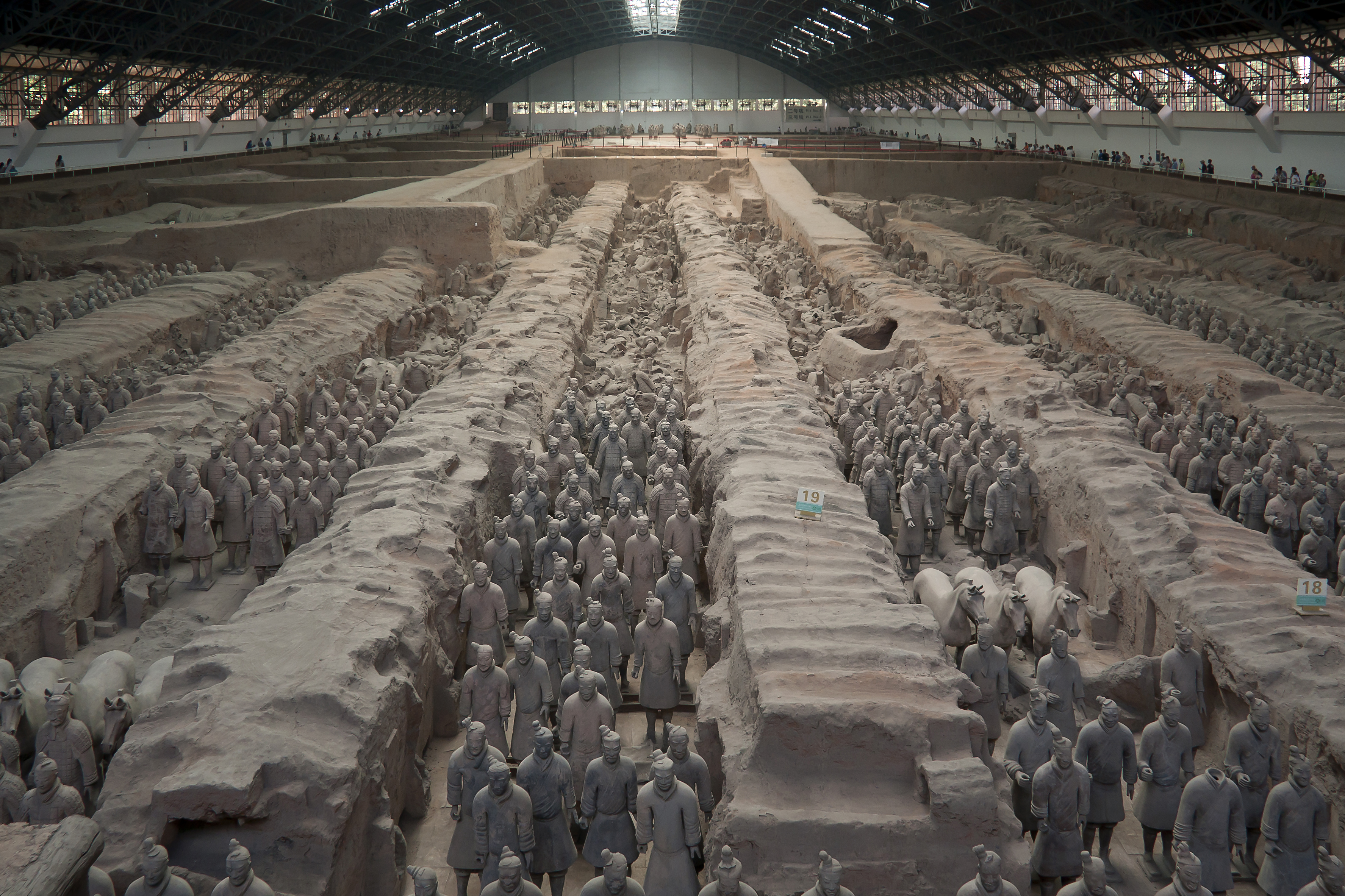
Den verkliga terrakottaarmén.

Ca 15 år efter sitt senaste äventyr kämpar Rick och Evy mot uttråkning utanför London. De får då ett uppdrag av underrättelsetjänsten: att föra en kinesisk värdesak tillbaka till Shanghai. Eftersom de förlorat kontakten med sin son Alex (som är arkeolog och nyss har upptäckt kejsaren Qin Shi Huangdis terrakottaarmé), tar de chansen att även försöka göra något åt den relationen. I Shanghai söker de upp Evys bror, Jonathan, som nu driver ett casino. Tillsammans, men utan att lyckas skapa någon god relation med Alex, överlämnar de värdesaken till Alex samarbetspartner. Han visar sig dock vara i maskopi med en kinesisk general som vill återuppväcka kejsare Qin Shi Huangdi. Återuppväckningen lyckas, trots att Rick, Evy, Alex och Jonathan får hjälp av en mystisk kvinna, Lin. Kejsarens mumie försöker ta sig till det ställe där hans kropp kommer att bli hel igen.

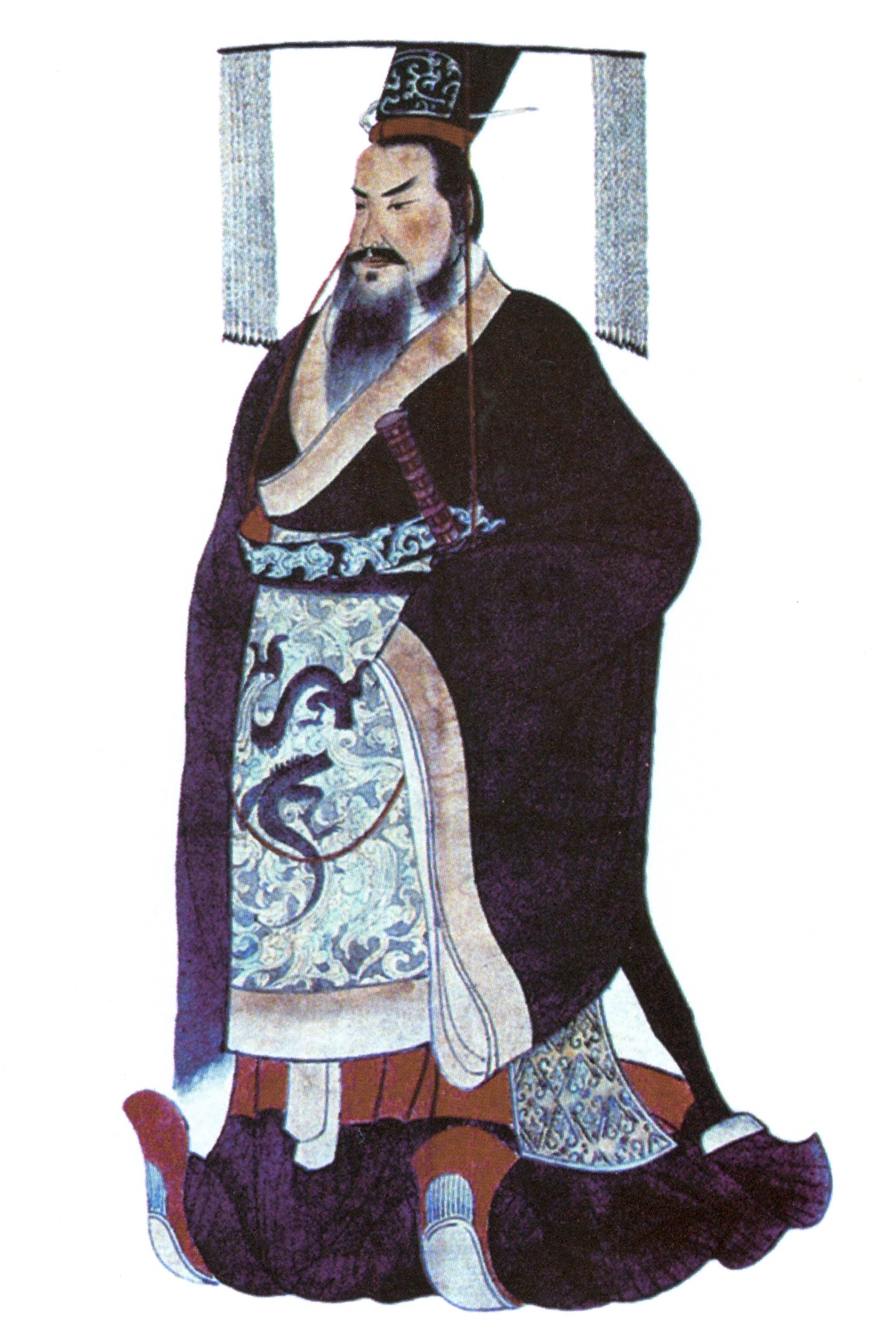
Kejsaren Qin Shi Huangdi, i en bild från 1800-talet.

Rick, Evy, Alex, Jonathan och kvinnan får lift med ett flygplan och lyckas komma före kejsaren till palatset som visar vägen till Shangri-La, där källan till evigt liv finns. Kejsaren och hans nya armé besegrar dem dock, och inte ens Lins mor, kvinnan som gav kejsaren förbannelsen för 2200 år sedan och nu är odödlig, kan stoppa honom. Mumien, nu helad, kan fortsätta i jakten på sin gamla armé och gänget måste försöka stoppa honom innan han lyckas återuppliva och göra även dem odödliga. Lins mor lyckas återuppväcka den armé som kejsaren dödade och lät gräva ner i kinesiska muren. Tillsammans stoppar kejsaren, varpå hans armé försvinner, redo att grävas upp av en ny arkeolog. Rick och Alex lyckas enas, medan Alex och Lin påbörjar ett förhållande.

## Om filmen
Mumien: Drakkejsarens grav regisserades av Rob Cohen och är den tredje filmen i Mumien-serien. De två föregångarna är Mumien från 1999 och Mumien - återkomsten från 2001.
Brittiska skådespelaren Rachel Weisz meddelade att hon inte tänkte reprisera sin roll som Evelyn. Hon ersattes av Maria Bello.

## Rollista (urval)
| Brendan Fraser | – Rick O'Connell            |
| Jet Li         | – Kejsare Han               |
| Maria Bello    | – Evelyn Carnahan O'Connell |
| Luke Ford      | – Alex O'Connell            |
| Michelle Yeoh  | – Zi Yuan                   |
| John Hannah    | – Jonathan Carnahan         |
| Isabella Leong | – Lin                       |